# 쉐산산맥

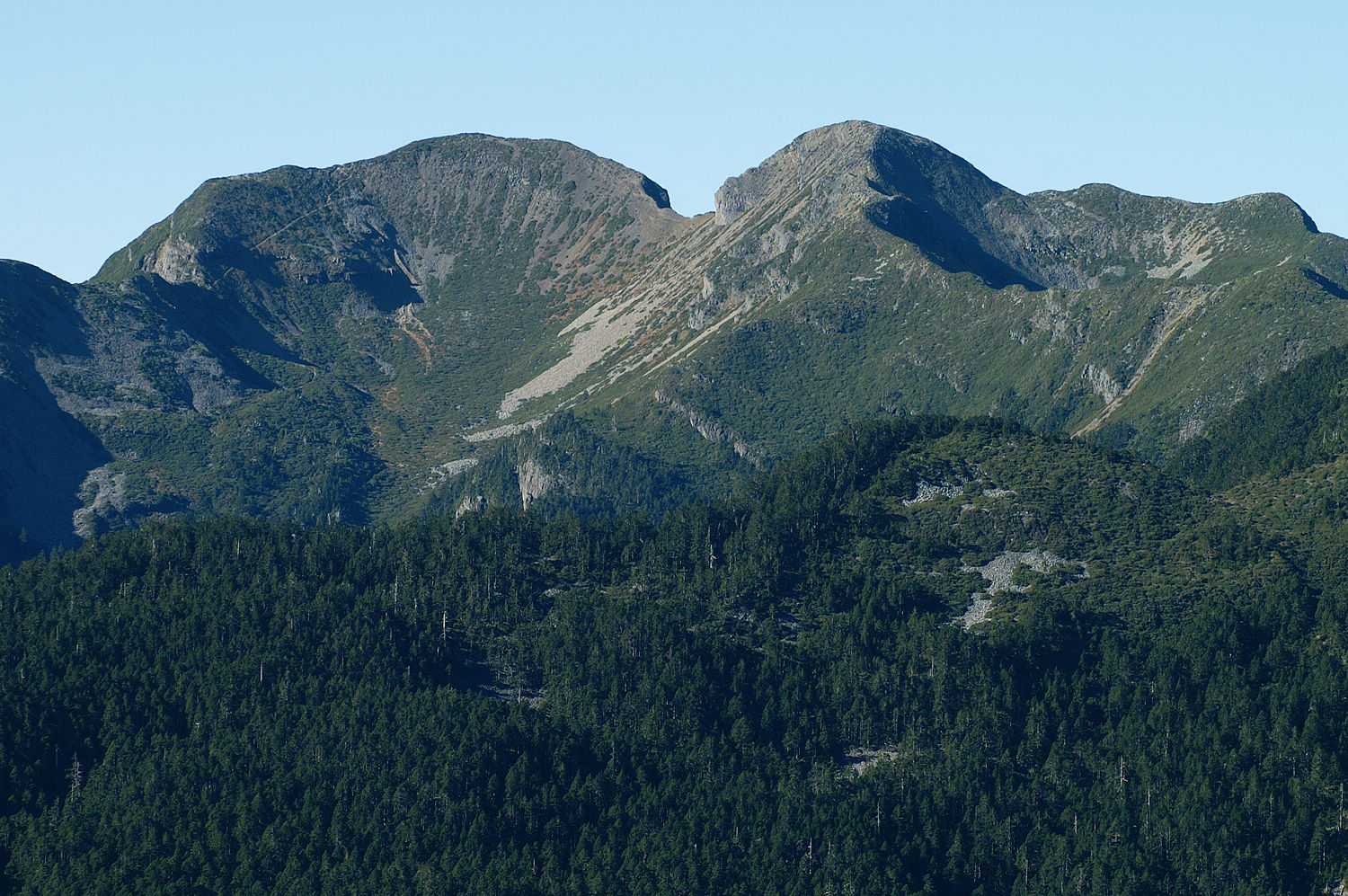
쉐산(3,886m)

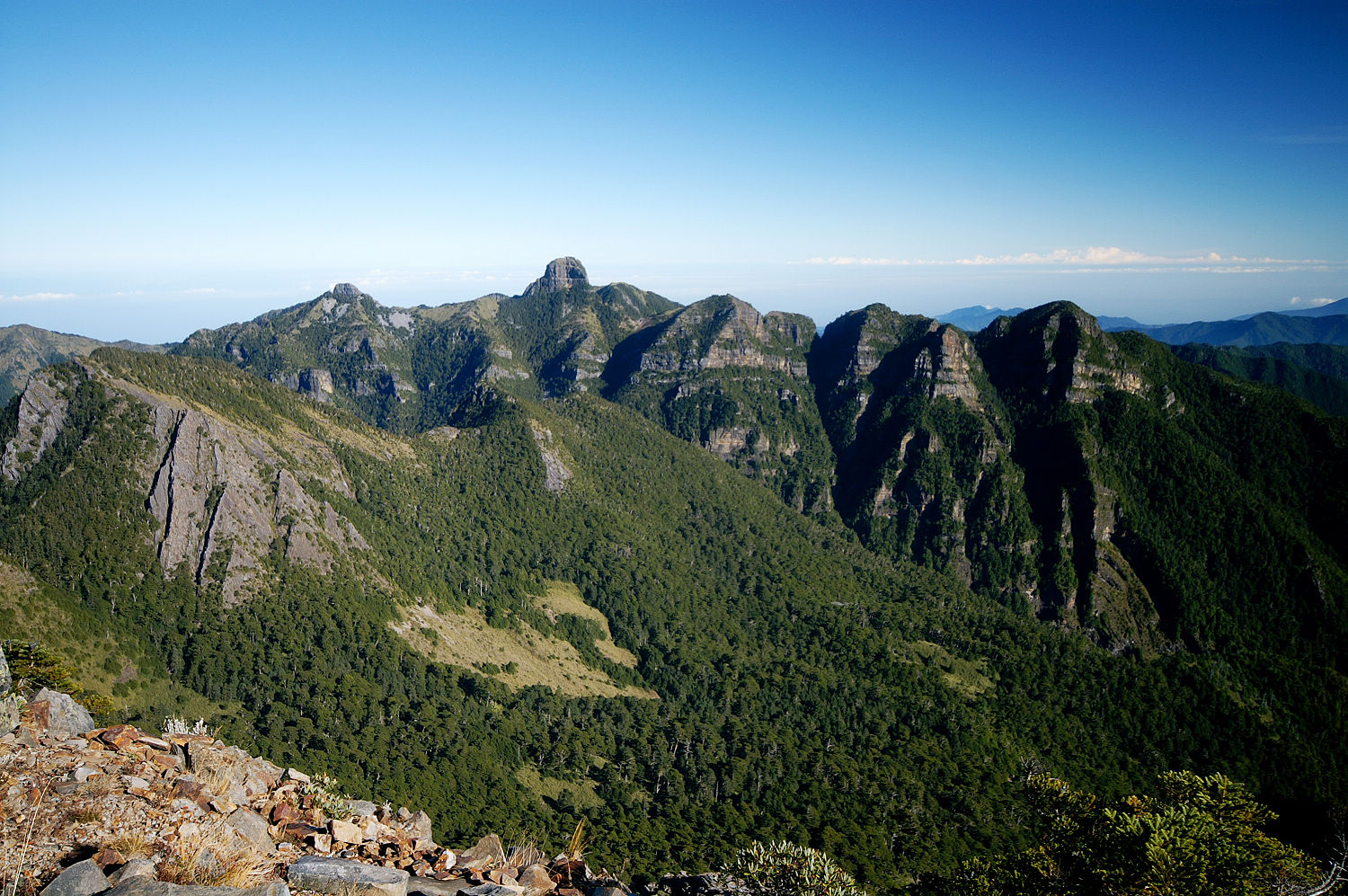
다바잔산(3,505m)

쉐산산맥(雪山山脈, 설산산맥)은 타이완 북부에 있는 산맥이다. 산맥은 남동쪽으로 중양산맥과 만난다. 쉐산산맥의 최고봉은 쉐산으로 높이는 해발 3,886m이다. 쉐바 국가공원이 쉐산과 다바잔산에 걸쳐 위치한다.
쉐산산맥에는 3,000m가 넘는 봉우리가 54개 있고 이 중 19개가 타이완 100대 봉우리(台灣百岳)에 속한다.